# Yamaoka Tesshū
Yamaoka Tesshū (山岡 鉄舟?  10 de junio de 1836; 19 de julio de 1888), también conocido como Ono Tetsutarō o Yamaoka Tetsutarō, fue un famoso samurái del período Bakumatsu, que jugó un papel importante en la Restauración Meiji. También es conocido como el fundador de la escuela de esgrima Itto Shoden Muto-ryu.

## Primeros años

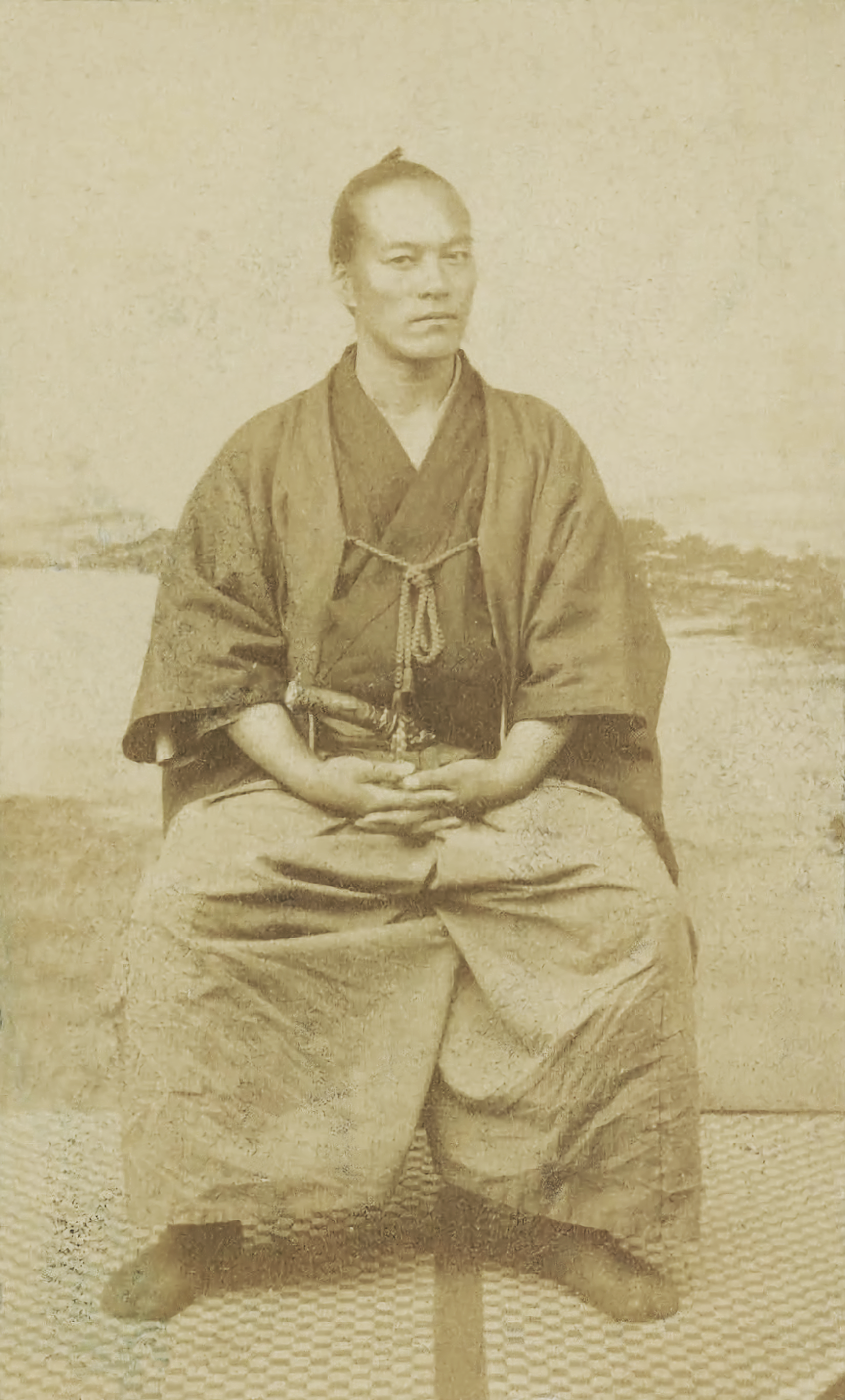
Yamaoka Tesshū en sus primeros días.

Yamaoka nació en Edo (actual Tokio) como Ono Tetsutaro, donde su padre era un retenedor del shogunato Tokugawa y su madre era hija de un sacerdote sintoísta del Santuario Kashima. Yamaoka practicó la esgrima desde la edad de nueve años, comenzando en la tradición Jikishinkage-ryū. Después de eso, aprendió Hokushin Ittō-ryū de Inoue Hachirō, a quien el padre de Yamaoka Tesshū le pidió que enseñara a su hijo. Más tarde, su familia se mudó a Takayama, donde comenzó el estilo de esgrima Nakanishi-ha Ittō-ryū. Cuando tenía diecisiete años, regresó a Edo y se unió al Instituto Militar Kobukan del gobierno y a la Escuela de Lucha de Lanzas bajo Yamaoka Seizan. No mucho después de que Yamaoka se uniera al dojo, Seizan murió, Yamaoka se casó con la hermana de Seizan para continuar con el nombre de Yamaoka. Desde temprana edad, Yamaoka mostró dedicación y talento en la práctica de las artes marciales. A medida que crecía, se hizo conocido por varias cosas: su esgrima, caligrafía, beber y dormir. 
En 1856, se convirtió en instructor supervisor de esgrima en el Kobukan. En 1863, se convirtió en supervisor del Roshigumi (una fuerza de rōnin o "samurai sin maestro" que sirve como fuerza auxiliar mercenaria del ejército de Shogunal). En 1868, fue nombrado jefe del Seieitai, un guardaespaldas de élite para el 15º Shōgun Tokugawa Yoshinobu. Fue a Sunpu para negociar con Saigō Takamori, y provocó el encuentro de Saigō con Katsu Kaishū, contribuyendo así a la rendición del Castillo Edo a las fuerzas imperiales. Después de la Restauración Meiji, se convirtió en funcionario del dominio de Shizuoka, seguido de un cargo como gobernador de la efímera Prefectura de Imari. Más tarde, sirvió en la corte del emperador Meiji como chambelán y ayudante cercano. Yamaoka murió a la edad de cincuenta y dos años el 19 de julio de 1888 de cáncer de estómago. Antes de su muerte, se dice que compuso su poema de la muerte primero, luego se sentó formalmente y cerró los ojos, cayendo en la muerte.

## Iluminación
Yamaoka estudió a fondo el arte de la esgrima hasta la mañana del 30 de marzo de 1880, a la edad de 45 años, cuando se iluminó mientras meditaba. A partir de este momento, Yamaoka trabajó para mantener un dojo para su estilo de combate conocido como "sin espada", el punto en el que un samurai se da cuenta de que no hay enemigo y que la pureza del estilo es todo lo que se necesita. Es famoso por su gama de obras de arte zen. 

## Apariencia en Koan
Aunque vivió bien después de la "Edad de Oro del Zen", Yamaoka aparece en un puñado de kōan moderno. A continuación se enumeran tres koan populares con Yamaoka. 
- Nada existe, con un joven y precoz Yamaoka
- Hijos de Su Majestad, con Yamaoka como maestro del Emperador.
- Zen del narrador, que muestra a Yamaoka usando medios hábiles